# Cementir Holding
Cementir Holding är ett italiensk-nederländskt börsnoterat cementföretag. verksamt inom byggbranschen. Bolaget tillverkar cement, fabriksbetong och krossmaterial. Bolaget har cementtillverkning i flera länder, bland andra Belgien, Danmark och Turkiet. Danska Aalborg Portland A/S och Unicon Beton A/S köptes 2004.
Cementir grundades 1947 och har sedan 2019 sitt säte i Nederländerna, men sitt huvudkontor i Rom i Italien. Det är sedan 2001 noterat på Borsa Italiana i Milano.
År 2017 sålde Cementir sin cementtillverkning i Italien till Heidelberg Cement.